# El Corazón de María
El Corazón de María är en ort i Mexiko.   Den ligger i kommunen Xilitla och delstaten San Luis Potosí, i den centrala delen av landet, 220 km norr om huvudstaden Mexico City. El Corazón de María ligger 864 meter över havet och antalet invånare är 198.
Terrängen runt El Corazón de María är bergig västerut, men österut är den kuperad. Terrängen runt El Corazón de María sluttar österut. Runt El Corazón de María är det ganska tätbefolkat, med 90 invånare per kvadratkilometer. Närmaste större samhälle är Villa Terrazas, 14,9 km öster om El Corazón de María. I omgivningarna runt El Corazón de María växer i huvudsak städsegrön lövskog.